# Erdmann Gormsen

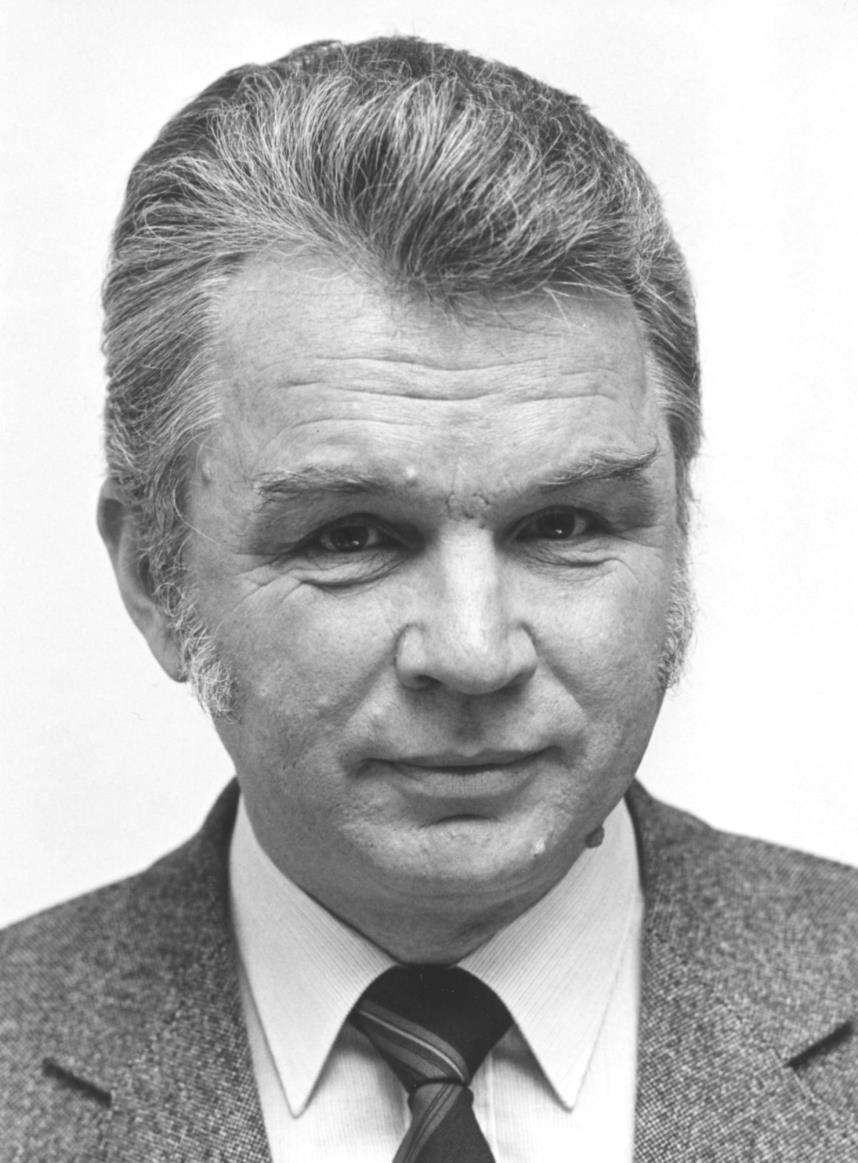
Erdmann Gormsen aufgenommen von Axel Stephan, Universitätsarchiv Mainz.

Erdmann Gormsen (* 8. Oktober 1929 in Königsfeld im Schwarzwald; † 5. April 1998 in Mainz) war ein deutscher Geograph.
Von 1949 bis 1952 studierte er Chemie, Physik, Mathematik, Geographie und Geologie an der Universität Mainz und von 1952 bis 1956 an der Universität Heidelberg. Im Jahr 1956 legte er das erste Staatsexamen ab. Von 1957 bis 1958 war er Assistent an der Universität Heidelberg.
Nach der Promotion 1962 in Heidelberg mit einer Arbeit über Barquisimeto war er von 1962 bis 1964 Assistent an der Universität Heidelberg. Anschließend unternahm er eine Forschungsreise nach Mexiko. In Heidelberg erfolgte auch die Habilitation 1969. Er hatte 1970/71 eine Lehrstuhlvertretung an der Universität Mainz. Von 1971 bis 1995 war er Professor für Geographie in Mainz. Am 31. März 1995 wurde er emeritiert. Ihm wurde 1987 der Orden vom Aztekischen Adler verliehen.

## Schriften (Auswahl)
Monographien
- Barquisimeto. Eine Handelsstadt in Venezuela (= Heidelberger geographische Arbeiten. Bd. 12). Keyser in Kommission, Heidelberg 1963 (zugleich: Heidelberg, Universität, Dissertation, 1962).
- Mexiko. Land der Gegensätze und Hoffnungen. 96 Tabellen. Perthes, Gotha 1995, ISBN 3-623-00668-8.

Herausgeberschaften
- mit Andreas Thimm: Zivilgesellschaft und Staat in der dritten Welt (= Veröffentlichungen des Interdisziplinären Arbeitskreises Dritte Welt. Bd. 8). Universität, Mainz 1992, ISBN 3-927581-04-6.
- mit Andreas Thimm: Megastädte in der Dritten Welt (= Veröffentlichungen des Interdisziplinären Arbeitskreises Dritte Welt. Bd. 8). Universität, Mainz 1994, ISBN 3-927581-06-2.